# Línea 824 (Interurbanos Madrid)
La línea 824 de la red de autobuses interurbanos de Madrid une el Aeropuerto de Madrid-Barajas con Alcalá de Henares.

## Características
Esta línea une el Aeropuerto de Madrid-Barajas y Alcalá de Henares en aproximadamente 50 minutos, atravesando Torrejón de Ardoz. Algunas expediciones entresemana tienen como cabecera la Universidad de Alcalá, en lugar de la Vía Complutense, mientras que en fines de semana y festivos la cabecera está siempre situada en la Vía Complutense.
La utilidad de la línea no es sólo comunicar ambos municipios con el aeropuerto, sino conectarlos entre sí de una manera más profunda que como lo hace el tren de cercanías, debido a las paradas que hace la línea en las avenidas más importantes de cada localidad. Es por este motivo por el que el tramo con mayor demanda es entre ambos municipios y no entre el aeropuerto y Torrejón de Ardoz, en especial por la tarde.
Está operada por la empresa ALSA mediante la concesión administrativa VCM-202 - Madrid - Torrejón de Ardoz - Alcalá de Henares - Meco (Viajeros Comunidad de Madrid) del Consorcio Regional de Transportes de Madrid.

### Sublíneas
Aquí se recogen todas las distintas sublíneas que ha tenido la línea 824. La denominación de sublíneas que utiliza el CRTM es la siguiente:
- Número de línea (824)
- Sentido de circulación (1 ida, 2 vuelta)
- Número de sublínea

Por ejemplo, la sublínea 824101 corresponde a la línea 824, sentido 1 (ida) y el número 01 de numeración de sublíneas creadas hasta la fecha.
| Ida    | Ruta        | Itinerario                           | Vuelta | Ruta        | Itinerario                           |
| ------ | ----------- | ------------------------------------ | ------ | ----------- | ------------------------------------ |
| 824101 | -           | Aeropuerto T2 - Alcalá Universidad   | 824201 | -           | Alcalá Universidad - Aeropuerto T2   |
| 824102 | ba          | Aeropuerto T2 - Alcalá (C/ Brihuega) | 824202 | ba          | Alcalá (C/ Brihuega) - Aeropuerto T2 |
| 824103 | Desconocido | Desconocido                          | 824203 | Desconocido | Desconocido                          |
| 824104 | ta          | Torrejón - Alcalá (C/ Brihuega)      | 824204 | ta          | Alcalá (C/ Brihuega) - Torrejón      |

## Horarios

### 1 septiembre - 31 julio
Los horarios que no sean cabecera son aproximados.
| Lunes a viernes laborables              |                              |                              |                              |                              |                              |                              |                              |
| Madrid (Aeropuerto) > Alcalá            | Madrid (Aeropuerto) > Alcalá | Madrid (Aeropuerto) > Alcalá | Madrid (Aeropuerto) > Alcalá | Alcalá > Madrid (Aeropuerto) | Alcalá > Madrid (Aeropuerto) | Alcalá > Madrid (Aeropuerto) | Alcalá > Madrid (Aeropuerto) |
| ✈ T2                                    | Torrejón (Av. Constitución)  | Alcalá (Vía Complutense)     | UAH                          | UAH                          | Alcalá (Vía Complutense)     | Torrejón (Av. Constitución)  | ✈ T2                         |
|                                         | 05:45                        | 06:05                        |                              |                              | 05:45                        | 06:05                        | 06:25                        |
| 06:30                                   | 06:50                        | 06:20                        | 06:40                        | 07:00                        |                              |                              |                              |
| 06:40                                   | 07:00                        | 07:20                        | 07:30                        | 07:00                        | 07:20                        | 07:40                        |                              |
| 07:20                                   | 07:40                        | 08:00                        |                              | 07:40                        | 07:55                        | 08:15                        | 08:35                        |
| 08:00                                   | 08:20                        | 08:40                        | 08:50                        |                              | 08:20                        | 08:40                        | 09:00                        |
| 08:40                                   | 09:00                        | 09:20                        | 09:30                        | 09:00                        | 09:10                        | 09:30                        | 09:50                        |
| 09:20                                   | 09:40                        | 10:00                        |                              | 09:40                        | 09:50                        | 10:10                        | 10:30                        |
| 10:00                                   | 10:20                        | 10:40                        | 10:50                        |                              | 10:20                        | 10:40                        | 11:00                        |
| 10:40                                   | 11:00                        | 11:20                        |                              | 11:00                        | 11:10                        | 11:30                        | 11:50                        |
| 11:20                                   | 11:40                        | 12:00                        | 12:10                        |                              | 11:40                        | 12:00                        | 12:20                        |
| 12:00                                   | 12:20                        | 12:40                        | 12:50                        | 12:20                        | 12:30                        | 12:50                        | 13:10                        |
| 12:40                                   | 13:00                        | 13:20                        |                              | 13:00                        | 13:10                        | 13:30                        | 13:50                        |
| 13:20                                   | 13:40                        | 14:00                        |                              | 13:40                        | 14:00                        | 14:20                        |                              |
| 14:00                                   | 14:20                        | 14:40                        | 14:50                        | 14:20                        | 14:40                        | 15:00                        |                              |
| 14:40                                   | 15:00                        | 15:20                        |                              | 15:00                        | 15:10                        | 15:30                        | 15:50                        |
| 15:20                                   | 15:40                        | 16:00                        |                              | 15:40                        | 16:00                        | 16:20                        |                              |
| 16:00                                   | 16:20                        | 16:40                        | 16:50                        | 16:20                        | 16:40                        | 17:00                        |                              |
| 16:40                                   | 17:00                        | 17:20                        |                              | 17:00                        | 17:10                        | 17:30                        | 17:50                        |
| 17:20                                   | 17:40                        | 18:00                        | 18:10                        |                              | 17:40                        | 18:00                        | 18:20                        |
| 18:00                                   | 18:20                        | 18:40                        | 18:50                        | 18:20                        | 18:30                        | 18:50                        | 19:10                        |
| 18:40                                   | 19:00                        | 19:20                        |                              | 19:00                        | 19:10                        | 19:30                        | 19:50                        |
| 19:20                                   | 19:40                        | 20:00                        |                              | 19:40                        | 20:00                        | 20:20                        |                              |
| 20:00                                   | 20:20                        | 20:40                        | 20:50                        | 20:20                        | 20:40                        | 21:00                        |                              |
| 20:40                                   | 21:00                        | 21:20                        |                              | 21:00                        | 21:10                        | 21:30                        | 21:50                        |
| 21:20                                   | 21:40                        | 22:00                        |                              | 21:30                        | 21:50                        |                              |                              |
| 22:00                                   | 22:20                        | 22:40                        | 22:00                        | 22:20                        |                              |                              |                              |
| Sábados laborables, domingos y festivos |                              |                              |                              |                              |                              |                              |                              |
| Madrid (Aeropuerto) > Alcalá            | Madrid (Aeropuerto) > Alcalá | Madrid (Aeropuerto) > Alcalá | Madrid (Aeropuerto) > Alcalá | Alcalá > Madrid (Aeropuerto) | Alcalá > Madrid (Aeropuerto) | Alcalá > Madrid (Aeropuerto) | Alcalá > Madrid (Aeropuerto) |
| ✈ T2                                    | Torrejón (Av. Constitución)  | Alcalá (Vía Complutense)     | UAH                          | UAH                          | Alcalá (Vía Complutense)     | Torrejón (Av. Constitución)  | ✈ T2                         |
|                                         | 07:00                        | 07:20                        |                              |                              | 07:30                        | 07:50                        | 08:10                        |
| 08:00                                   | 08:20                        | 08:30                        | 08:50                        | 09:10                        |                              |                              |                              |
| 08:30                                   | 08:50                        | 09:10                        | 09:30                        | 09:50                        | 10:10                        |                              |                              |
| 09:30                                   | 09:50                        | 10:10                        | 10:30                        | 10:50                        | 11:10                        |                              |                              |
| 10:30                                   | 10:50                        | 11:10                        | 11:30                        | 11:50                        | 12:10                        |                              |                              |
| 11:30                                   | 11:50                        | 12:10                        | 12:30                        | 12:50                        | 13:10                        |                              |                              |
| 12:30                                   | 12:50                        | 13:10                        | 13:30                        | 13:50                        | 14:10                        |                              |                              |
| 13:30                                   | 13:50                        | 14:10                        | 14:30                        | 14:50                        | 15:10                        |                              |                              |
| 14:30                                   | 14:50                        | 15:10                        | 15:30                        | 15:50                        | 16:10                        |                              |                              |
| 15:30                                   | 15:50                        | 16:10                        | 16:30                        | 16:50                        | 17:10                        |                              |                              |
| 16:30                                   | 16:50                        | 17:10                        | 17:30                        | 17:50                        | 18:10                        |                              |                              |
| 17:30                                   | 17:50                        | 18:10                        | 18:30                        | 18:50                        | 19:10                        |                              |                              |
| 18:30                                   | 18:50                        | 19:10                        | 19:30                        | 19:50                        | 20:10                        |                              |                              |
| 19:30                                   | 19:50                        | 20:10                        | 20:30                        | 20:50                        | 21:10                        |                              |                              |
| 20:30                                   | 20:50                        | 21:10                        | 21:30                        | 21:50                        |                              |                              |                              |
| 21:30                                   | 21:50                        | 22:10                        | 22:30                        | 22:50                        |                              |                              |                              |

### 1 - 31 agosto
Los horarios que no sean cabecera son aproximados.
| Lunes a viernes laborables              |                              |                              |                              |                              |                              |                              |                              |
| Madrid (Aeropuerto) > Alcalá            | Madrid (Aeropuerto) > Alcalá | Madrid (Aeropuerto) > Alcalá | Madrid (Aeropuerto) > Alcalá | Alcalá > Madrid (Aeropuerto) | Alcalá > Madrid (Aeropuerto) | Alcalá > Madrid (Aeropuerto) | Alcalá > Madrid (Aeropuerto) |
| ✈ T2                                    | Torrejón (Av. Constitución)  | Alcalá (Vía Complutense)     | UAH                          | UAH                          | Alcalá (Vía Complutense)     | Torrejón (Av. Constitución)  | ✈ T2                         |
|                                         | 05:45                        | 06:05                        |                              |                              | 05:45                        | 06:05                        | 06:25                        |
| 06:30                                   | 06:50                        | 06:20                        | 06:40                        | 07:00                        |                              |                              |                              |
| 06:40                                   | 07:00                        | 07:20                        | 07:30                        | 07:00                        | 07:20                        | 07:40                        |                              |
| 07:20                                   | 07:40                        | 08:00                        |                              | 07:40                        | 07:55                        | 08:15                        | 08:35                        |
| 08:00                                   | 08:20                        | 08:40                        | 08:50                        |                              | 08:20                        | 08:40                        | 09:00                        |
| 08:40                                   | 09:00                        | 09:20                        | 09:30                        | 09:00                        | 09:10                        | 09:30                        | 09:50                        |
| 09:20                                   | 09:40                        | 10:00                        |                              |                              | 09:40                        | 10:00                        | 10:20                        |
| 10:00                                   | 10:20                        | 10:40                        | 10:50                        | 10:20                        | 10:40                        | 11:00                        |                              |
| 10:40                                   | 11:00                        | 11:20                        |                              | 11:00                        | 11:10                        | 11:30                        | 11:50                        |
| 11:20                                   | 11:40                        | 12:00                        |                              | 11:40                        | 12:00                        | 12:20                        |                              |
| 12:00                                   | 12:20                        | 12:40                        | 12:50                        | 12:20                        | 12:30                        | 12:50                        | 13:10                        |
| 12:40                                   | 13:00                        | 13:20                        |                              | 13:00                        | 13:10                        | 13:30                        | 13:50                        |
| 13:20                                   | 13:40                        | 14:00                        |                              | 13:40                        | 14:00                        | 14:20                        |                              |
| 14:00                                   | 14:20                        | 14:40                        | 14:50                        | 14:20                        | 14:40                        | 15:00                        |                              |
| 14:40                                   | 15:00                        | 15:20                        |                              | 15:00                        | 15:10                        | 15:30                        | 15:50                        |
| 15:20                                   | 15:40                        | 16:00                        |                              | 15:40                        | 16:00                        | 16:20                        |                              |
| 16:00                                   | 16:20                        | 16:40                        | 16:50                        | 16:20                        | 16:40                        | 17:00                        |                              |
| 16:40                                   | 17:00                        | 17:20                        |                              | 17:00                        | 17:10                        | 17:30                        | 17:50                        |
| 17:20                                   | 17:40                        | 18:00                        | 18:10                        |                              | 17:40                        | 18:00                        | 18:20                        |
| 18:00                                   | 18:20                        | 18:40                        | 18:50                        | 18:20                        | 18:30                        | 18:50                        | 19:10                        |
| 18:40                                   | 19:00                        | 19:20                        |                              | 19:00                        | 19:10                        | 19:30                        | 19:50                        |
| 19:20                                   | 19:40                        | 20:00                        |                              | 19:40                        | 20:00                        | 20:20                        |                              |
| 20:00                                   | 20:20                        | 20:40                        | 20:50                        | 20:20                        | 20:40                        | 21:00                        |                              |
| 20:40                                   | 21:00                        | 21:20                        |                              | 21:00                        | 21:10                        | 21:30                        | 21:50                        |
| 21:20                                   | 21:40                        | 22:00                        |                              | 21:30                        | 21:50                        |                              |                              |
| 22:00                                   | 22:20                        | 22:40                        |                              |                              |                              |                              |                              |
| Sábados laborables, domingos y festivos |                              |                              |                              |                              |                              |                              |                              |
| Madrid (Aeropuerto) > Alcalá            | Madrid (Aeropuerto) > Alcalá | Madrid (Aeropuerto) > Alcalá | Madrid (Aeropuerto) > Alcalá | Alcalá > Madrid (Aeropuerto) | Alcalá > Madrid (Aeropuerto) | Alcalá > Madrid (Aeropuerto) | Alcalá > Madrid (Aeropuerto) |
| ✈ T2                                    | Torrejón (Av. Constitución)  | Alcalá (Vía Complutense)     | UAH                          | UAH                          | Alcalá (Vía Complutense)     | Torrejón (Av. Constitución)  | ✈ T2                         |
|                                         | 07:00                        | 07:20                        |                              |                              | 07:30                        | 07:50                        | 08:10                        |
| 08:00                                   | 08:20                        | 08:30                        | 08:50                        | 09:10                        |                              |                              |                              |
| 08:30                                   | 08:50                        | 09:10                        | 09:30                        | 09:50                        | 10:10                        |                              |                              |
| 09:30                                   | 09:50                        | 10:10                        | 10:30                        | 10:50                        | 11:10                        |                              |                              |
| 10:30                                   | 10:50                        | 11:10                        | 11:30                        | 11:50                        | 12:10                        |                              |                              |
| 11:30                                   | 11:50                        | 12:10                        | 12:30                        | 12:50                        | 13:10                        |                              |                              |
| 12:30                                   | 12:50                        | 13:10                        | 13:30                        | 13:50                        | 14:10                        |                              |                              |
| 13:30                                   | 13:50                        | 14:10                        | 14:30                        | 14:50                        | 15:10                        |                              |                              |
| 14:30                                   | 14:50                        | 15:10                        | 15:30                        | 15:50                        | 16:10                        |                              |                              |
| 15:30                                   | 15:50                        | 16:10                        | 16:30                        | 16:50                        | 17:10                        |                              |                              |
| 16:30                                   | 16:50                        | 17:10                        | 17:30                        | 17:50                        | 18:10                        |                              |                              |
| 17:30                                   | 17:50                        | 18:10                        | 18:30                        | 18:50                        | 19:10                        |                              |                              |
| 18:30                                   | 18:50                        | 19:10                        | 19:30                        | 19:50                        | 20:10                        |                              |                              |
| 19:30                                   | 19:50                        | 20:10                        | 20:30                        | 20:50                        | 21:10                        |                              |                              |
| 20:30                                   | 20:50                        | 21:10                        | 21:30                        | 21:50                        |                              |                              |                              |
| 21:30                                   | 21:50                        | 22:10                        | 22:30                        | 22:50                        |                              |                              |                              |

## Recorrido y paradas

### Sentido Alcalá de Henares
La línea comienza en la calzada de Llegadas de la Terminal 2 del Aeropuerto Adolfo Suárez Madrid-Barajas, siguiendo el recorrido para llegar a la Terminal 1, en la calzada de Llegadas de nuevo. Una vez llegado a este punto, coge la Avenida de la Hispanidad, pasando por el Dique Sur y girando en la rotonda con el cruce con la Avenida Central, cogiendo esta calle para hacer algunas paradas en el Centro de Carga Aérea. Sigue por la M-22 hasta llegar al cruce con la A-2, siguiendo recto y girando en un desvío para incorporarse en la A-2 en sentido Zaragoza. 
En la A-2, continúa en la autovía hasta la salida 18. A través la vía de servicio de esta salida, se incorpora a la Avenida de las Fronteras, en Torrejón de Ardoz, continuando por esta avenida hasta el cruce con la Avenida de la Constitución, vía que toma a continuación, pasando por la Plaza de España, la terminal de autobuses y la estación de Cercanías. Recorre hasta el final la avenida y se incorpora en la M-300, para llegar a la Avenida de Madrid, en Alcalá de Henares. Llega al final de la vía y se incorpora a la Vía Complutense, en pleno centro de la localidad. La cabecera de las expediciones de fines de semana y festivos se sitúa frente al Carrefour de esta calle principal. 
Para aquellas que llegan hasta la Universidad de Alcalá, tras unos giros toma la Avenida de Meco y la carretera de la Universidad Complutense, haciendo algunas paradas en el campus universitario. La cabecera se sitúa en la Avenida de León y su cruce con la calle 18. 
| Código                                                                        | Zona | Localidad         | Denominación                                               | Ubicación                        | Líneas de la parada                              | Metro / Cercanías   |
| ----------------------------------------------------------------------------- | ---- | ----------------- | ---------------------------------------------------------- | -------------------------------- | ------------------------------------------------ | ------------------- |
| 3542                                                                          |      | Madrid            | Aeropuerto T2 - Llegadas                                   | Avenida de la Hispanidad S/Nº    | 101 200 Exprés Aeropuerto 824                    | Aeropuerto T1-T2-T3 |
| 16157                                                                         |      | Madrid            | Aeropuerto - Terminal Internacional                        | Avenida de la Hispanidad S/Nº    | 822 824                                          |                     |
| 3868                                                                          |      | Madrid            | Avenida de la Hispanidad - Dique Sur                       | Avenida de la Hispanidad S/Nº    | 101 822 824                                      |                     |
| 4376                                                                          |      | Madrid            | Centro de Carga Aérea 1                                    | Avenida Central S/Nº             | 114 822 824                                      |                     |
| 4378                                                                          |      | Madrid            | Centro de Carga Aérea 2                                    | Avenida Central S/Nº             | 114 822 824                                      |                     |
| 4380                                                                          |      | Madrid            | Centro de Carga Aérea 4                                    | Avenida Central S/Nº             | 114 822 824                                      |                     |
| 06904                                                                         |      | Torrejón de Ardoz | Avenida de las Fronteras - Calle de Madrid                 | Avenida de las Fronteras Nº17A   | 215 224A 251 252 824 VAC-2431A 4 5A              |                     |
| 10892                                                                         |      | Torrejón de Ardoz | Avenida de la Constitución - Avenida de las Fronteras      | Avenida de la Constitución Nº26  | 215 220 223 224 251 340 824 N202 1A 2 3 4 5A     |                     |
| Los recorridos desde Torrejón de Ardoz comienzan aquí                         |      |                   |                                                            |                                  |                                                  |                     |
| 15082                                                                         |      | Torrejón de Ardoz | Avenida de la Constitución - Estación de Torrejón de Ardoz | Avenida de la Constitución Nº13  | 15082 A 223 224 340 824 N202 2 3 15082 B 1A 5A   | Torrejón de Ardoz   |
| 06946                                                                         |      | Torrejón de Ardoz | Avenida de la Constitución - Carretera de Loeches          | Avenida de la Constitución Nº86  | 223 224 824 N202 6                               |                     |
| 10896                                                                         |      | Torrejón de Ardoz | Avenida de la Constitución - Calle de Roma                 | Avenida de la Constitución Nº151 | 224 824 N202 6                                   |                     |
| 06942                                                                         |      | Torrejón de Ardoz | Avenida de la Constitución - Calle de Budapest             | Avenida de la Constitución Nº128 | 223 224 824 N202 6                               |                     |
| 06940                                                                         |      | Torrejón de Ardoz | Avenida de la Constitución - Calle de Juncal               | Avenida de la Constitución Nº148 | 223 224 824 N202 6                               |                     |
| 10074                                                                         |      | Torrejón de Ardoz | Avenida de la Constitución - Avenida Descubrimientos       | Avenida de la Constitución Nº186 | 223 224 824 N202 1B 6                            |                     |
| 10075                                                                         |      | Torrejón de Ardoz | Avenida de la Constitución - Barrio de La Zarzuela         | Avenida de la Constitución Nº210 | 223 224 824 N202 1B 6                            |                     |
| 20903                                                                         |      | Torrejón de Ardoz | Avenida de la Constitución - Paseo de la Democracia        | Avenida de la Constitución Nº236 | 224 824 N202 1B 6                                |                     |
| 18656                                                                         |      | Torrejón de Ardoz | Avenida de la Constitución - Paseo de la Concordia         | Avenida de la Constitución Nº258 | 223 824 N202 6                                   |                     |
| 21207                                                                         |      | Torrejón de Ardoz | Avenida de la Constitución - Calle de Mijaíl Gorbachov     | Avenida de la Constitución Nº268 | 223 824 N202                                     |                     |
| 07215                                                                         |      | Alcalá de Henares | Carretera M-300 - Ibelsa                                   | M-300 km. 29,1                   | 223 229 824 N202                                 |                     |
| 11428                                                                         |      | Alcalá de Henares | Avenida de Madrid - Polígono Industrial Juncal             | M-300 km. 28,7                   | 223 229 824 N202                                 |                     |
| 07216                                                                         |      | Alcalá de Henares | Avenida de Madrid - Liade                                  | Avenida de Madrid Nº36           | 223 824 N202                                     |                     |
| 07217                                                                         |      | Alcalá de Henares | Avenida de Madrid - Plaza Puerta de Madrid                 | Avenida de Madrid Nº28           | 222 223 824 N202                                 |                     |
| 12250                                                                         |      | Alcalá de Henares | Vía Complutense - Colegio                                  | Vía Complutense Nº21             | 12250 A 824 2 5 10 11 12250 B 223 N202           |                     |
| 12243                                                                         |      | Alcalá de Henares | Calle Vía Complutense - Calle de Brihuega                  | Calle Vía Complutense Nº40       | 222 824 N202 10 11                               |                     |
| Paradas realizadas por los servicios que continúan a la Universidad de Alcalá |      |                   |                                                            |                                  |                                                  |                     |
| 12785                                                                         |      | Alcalá de Henares | Vía Complutense - Calle Tuy                                | Vía Complutense Nº78             | 223 231 232 251 252 254 255 824 FS2 N200 N202 11 |                     |
| 12783                                                                         |      | Alcalá de Henares | Vía Complutense - Calle Barrio Ledesma                     | Vía Complutense Nº118            | 223231232251252254255824 FS2 N200N202 11         |                     |
| 07063                                                                         |      | Alcalá de Henares | Avenida de Meco - Centro Deportivo Militar                 | Rotonda Brigada Paracaidista Nº1 | 250 824 N202 1B 2 3                              |                     |
| 11789                                                                         |      | Alcalá de Henares | Universidad de Alcalá - Hospital                           | Carretera de Meco km. 0,6        | 227 232 250 824 2                                |                     |
| 19154                                                                         |      | Alcalá de Henares | Hospital - Urgencias/Extracciones                          | Carretera de Meco km. 0,7        | 227 232 250 824 2                                |                     |
| 15839                                                                         |      | Alcalá de Henares | Hospital - Entrada Principal                               | Carretera de Meco km. 0,9        | 2278242                                          |                     |
| 15531                                                                         |      | Alcalá de Henares | Universidad de Alcalá - Politécnico                        | Carretera de Meco km. 1,1        | 227 232 824                                      |                     |

### Sentido Madrid (Aeropuerto)
El recorrido de vuelta es idéntico en sentido contrario, salvo que para entrar al Centro de Carga Aérea la línea se incorpora directamente desde la salida 12, sin necesidad de recorrer la M-22 como hace a la ida.
| Código                                                                        | Zona | Localidad         | Denominación                                               | Ubicación                        | Líneas de la parada                                        | Metro / Cercanías   |
| ----------------------------------------------------------------------------- | ---- | ----------------- | ---------------------------------------------------------- | -------------------------------- | ---------------------------------------------------------- | ------------------- |
| Paradas realizadas por los servicios que proceden de la Universidad de Alcalá |      |                   |                                                            |                                  |                                                            |                     |
| 15531                                                                         |      | Alcalá de Henares | Universidad de Alcalá - Politécnico                        | Carretera de Meco km. 1,1        | 227 232 824                                                |                     |
| 19153                                                                         |      | Alcalá de Henares | Hospital - Urgencias/Extracciones                          | Carretera de Meco km. 0,7        | 227 232 250 824 2                                          |                     |
| 11790                                                                         |      | Alcalá de Henares | Universidad de Alcalá - Hospital                           | Carretera de Meco km. 0,6        | 227 232 250 824 2                                          |                     |
| 07064                                                                         |      | Alcalá de Henares | Avenida de Meco - Club Hípico                              | Avenida de Meco Nº16             | 232 824 1A 2 3                                             |                     |
| 12782                                                                         |      | Alcalá de Henares | Vía Complutense - Calle Barrio Ledesma                     | Vía Complutense Nº111            | 223 231 232 251 252 254 255 824 FS2 N200 N202 11           |                     |
| 12784                                                                         |      | Alcalá de Henares | Vía Complutense - Calle Tuy                                | Vía Complutense Nº103            | 223 231 232 251 252 254 255 824 FS2 N200 N202 11           |                     |
| Paradas del itinerario normal                                                 |      |                   |                                                            |                                  |                                                            |                     |
| 12242                                                                         |      | Alcalá de Henares | Calle Vía Complutense - Calle de Brihuega                  | Calle Vía Complutense Nº47       | 222 824 10 11                                              |                     |
| 12261                                                                         |      | Alcalá de Henares | Vía Complutense - Calle del Pintor Picasso                 | Vía Complutense Nº21             | 223 824 N202                                               |                     |
| 11262                                                                         |      | Alcalá de Henares | Avenida del Ejército - Plaza Puerta de Madrid              | Avenida del Ejército Nº1         | 223 824 N202                                               |                     |
| 07226                                                                         |      | Alcalá de Henares | Avenida del Ejército - Liade                               | Avenida del Ejército Nº2         | 223 824 N202                                               |                     |
| 20087                                                                         |      | Alcalá de Henares | Avenida de Madrid - Calle de Antonio Suárez                | Avenida de Madrid Nº44           | 223 824 1A                                                 |                     |
| 07227                                                                         |      | Alcalá de Henares | Carretera M-300 - Ibelsa                                   | Carretera M-300 km. 27,6         | 223 229 824 N202                                           |                     |
| 21208                                                                         |      | Torrejón de Ardoz | Avenida de la Constitución - Calle de Jimmy Carter         | Avenida de la Constitución Nº268 | 223 824 N202                                               |                     |
| 18655                                                                         |      | Torrejón de Ardoz | Avenida de la Constitución - Paseo de la Concordia         | Avenida de la Constitución Nº258 | 223 824 N202 6                                             |                     |
| 20902                                                                         |      | Torrejón de Ardoz | Avenida de la Constitución - Calle de Mahatma Gandhi       | Avenida de la Constitución Nº229 | 224 824 N202 1A 6                                          |                     |
| 10072                                                                         |      | Torrejón de Ardoz | Avenida de la Constitución - Barrio de La Zarzuela         | Avenida de la Constitución Nº219 | 223 224 824 N202 1A 6                                      |                     |
| 10073                                                                         |      | Torrejón de Ardoz | Avenida de la Constitución - Avenida Descubrimientos       | Avenida de la Constitución Nº186 | 223 224 824 N202 1A 6                                      |                     |
| 06939                                                                         |      | Torrejón de Ardoz | Avenida de la Constitución - Calle de Juncal               | Avenida de la Constitución Nº203 | 223 224 824 N202 6                                         |                     |
| 06941                                                                         |      | Torrejón de Ardoz | Avenida de la Constitución - Calle de Budapest             | Avenida de la Constitución Nº169 | 223 224 824 N202 6                                         |                     |
| 07231                                                                         |      | Torrejón de Ardoz | Avenida de la Constitución - Calle de Roma                 | Avenida de la Constitución Nº143 | 223 224 824 N202 6                                         |                     |
| 06912                                                                         |      | Torrejón de Ardoz | Avenida de la Constitución - Calle Cantalarrana            | Avenida de la Constitución Nº59  | 824 N202 1B 2 3 5B 6                                       |                     |
| 07430                                                                         |      | Torrejón de Ardoz | Avenida de la Constitución - Estación de Torrejón de Ardoz | Avenida de la Constitución Nº11  | 340 824 1B 2 3 5B                                          | Torrejón de Ardoz   |
| Los recorridos hasta Torrejón de Ardoz terminan aquí                          |      |                   |                                                            |                                  |                                                            |                     |
| 18255                                                                         |      | Torrejón de Ardoz | Avenida de las Fronteras - Avenida de la Constitución      | Avenida de las Fronteras Nº2A    | 215 224 224A 261824 VAC-2431B 2 5B                         |                     |
| 06903                                                                         |      | Torrejón de Ardoz | Avenida de las Fronteras - Calle de Madrid                 | Avenida de las Fronteras Nº16    | 215 223 224 224A 251 252 261824 N202 VAC-022VAC-2431B 4 5B |                     |
| 4379                                                                          |      | Madrid            | Centro de Carga Aérea 3                                    | Avenida Central S/Nº             | 114 822 824                                                |                     |
| 4377                                                                          |      | Madrid            | Centro de Carga Aérea 2                                    | Avenida Central S/Nº             | 114 822 824                                                |                     |
| 4375                                                                          |      | Madrid            | Centro de Carga Aérea 1                                    | Avenida Central S/Nº             | 114 822 824                                                |                     |
| 1985                                                                          |      | Madrid            | Avenida de la Hispanidad - Dique Sur                       | Avenida de la Hispanidad S/Nº    | 101 822 824                                                |                     |
| 16157                                                                         |      | Madrid            | Aeropuerto - Terminal Internacional                        | Avenida de la Hispanidad S/Nº    | 822 824                                                    |                     |
| 4853                                                                          |      | Madrid            | Aeropuerto T2 - Salidas                                    | Avenida de la Hispanidad S/Nº    | 101 200 Exprés Aeropuerto 824                              | Aeropuerto T1-T2-T3 |

1. 1 2 3 4 5 6 7 8 9 10 11 12 13 14 15 16 17  Sólo permite el descenso de viajeros
2. 1 2 3  Sólo permite la subida de viajeros